# Зета-
Зета- (англ. zetta-) — префікс у системі SI, що означає множник 1021 (1 000 000 000 000 000 000 000, один секстильйон). Вживається разом з метричними та деякими іншими одиницями вимірювання. Префікс затверджено 1991 року. Назва походить від латинського septem, що означає «сім», оскільки еквівалентна 10007.
- Українське позначення: З
- Міжнародне позначення: Z

За кілька років до прийняття префікса зета-, було неформально введено префікс гепти-. Назва утворена від грецького ἑπτά, що також означає «сім». Гепта — не отримала офіційного визнання, і зараз не використовується.
Приклади:
- Зетабайт